# Zarza la Mayor
Zarza la Mayor è un comune spagnolo di 1 619 abitanti situato nella comunità autonoma dell'Estremadura.